# 松井ニット技研
株式会社松井ニット技研は、群馬県桐生市に本社を置く織物業の会社。

## 企業概説
明治40年(1907年)に機屋として創業。第二次世界大戦後、桐生市はマフラー輸出により復興を果たしたが、その時期に編み機を導入して1950年（昭和25年）にニット業に転換した。1975年(昭和50年）6月に会社組織となった。
デザイナーズブランドのOEM生産で実績を積み、「マルチカラーマフラー」は松井ニット技研の代名詞となり、ニューヨーク近代美術館のミュージアムショップで人気商品となった。2005年（平成17年）に自社ブランドを立ち上げた。
独特な色彩感覚で知られるイタリアブランドになぞらえ、「日本のミッソーニ」とも呼ばれた。
しかし、役員や従業員の高齢化で事業継続が困難と判断し、2024年（令和6年）2月末で廃業することを決定した。

## 主な製造・取り扱い商品
- 秋冬マフラー
- 春夏ストール
- 帽子
- 手袋
- バッグ

## 沿革・活動実績
- 1907年 - 「機屋・松井仙太郎」として創業
- 1975年 - 有限会社松井ニット技研を設立
- 2005年 - 株式会社に組織変更するとともに自社ブランド「KNITTING INN」を設立[5]
- 2012年 「機動戦士ガンダム」の世界観を取り入れたメンズアパレルショップ「STRICT-G」とコラボレーションしてマフラーを製造[6]
- 2015年 - 福岡ソフトバンクホークスとのコラボで、ソフトバンクのチームカラーの黄色、ダイエーのオレンジ、南海のグリーンを基調にした3色のマフラーを商品化[7]
- 2016年 デザイナーの藤原大、地元桐生市の企業笠盛、丸中、IZUHARAのプロジェクトの「桐生クッション」に参加、ライトボックススタジオ青山のキックオフ展示会で製品を披露[8]
- 2016年 - 「真知子巻き」として1950年代に日本中の女性で流行した単色タイプのストールを復刻[9]
- 2022年  - SDGsリブマフラーが「令和3年度グッドデザインぐんまで「奨励賞」を受賞。[10]
- 2025年 - 2月末日をもって商品のオンラインショップでの販売を終了